# Neve Šaret

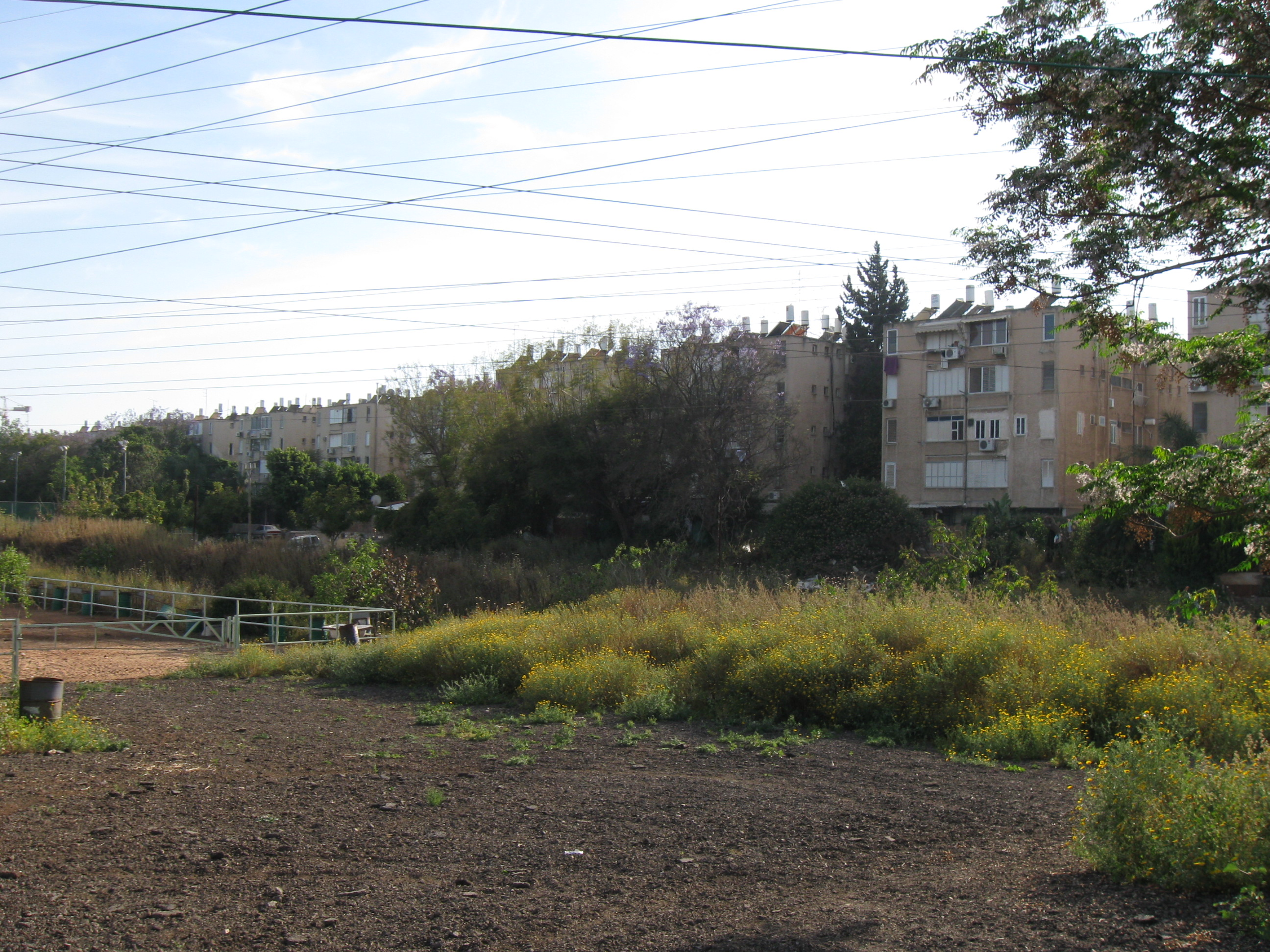
Zástavba ve čtvrti Neve Šaret a okraj zemědělské krajiny

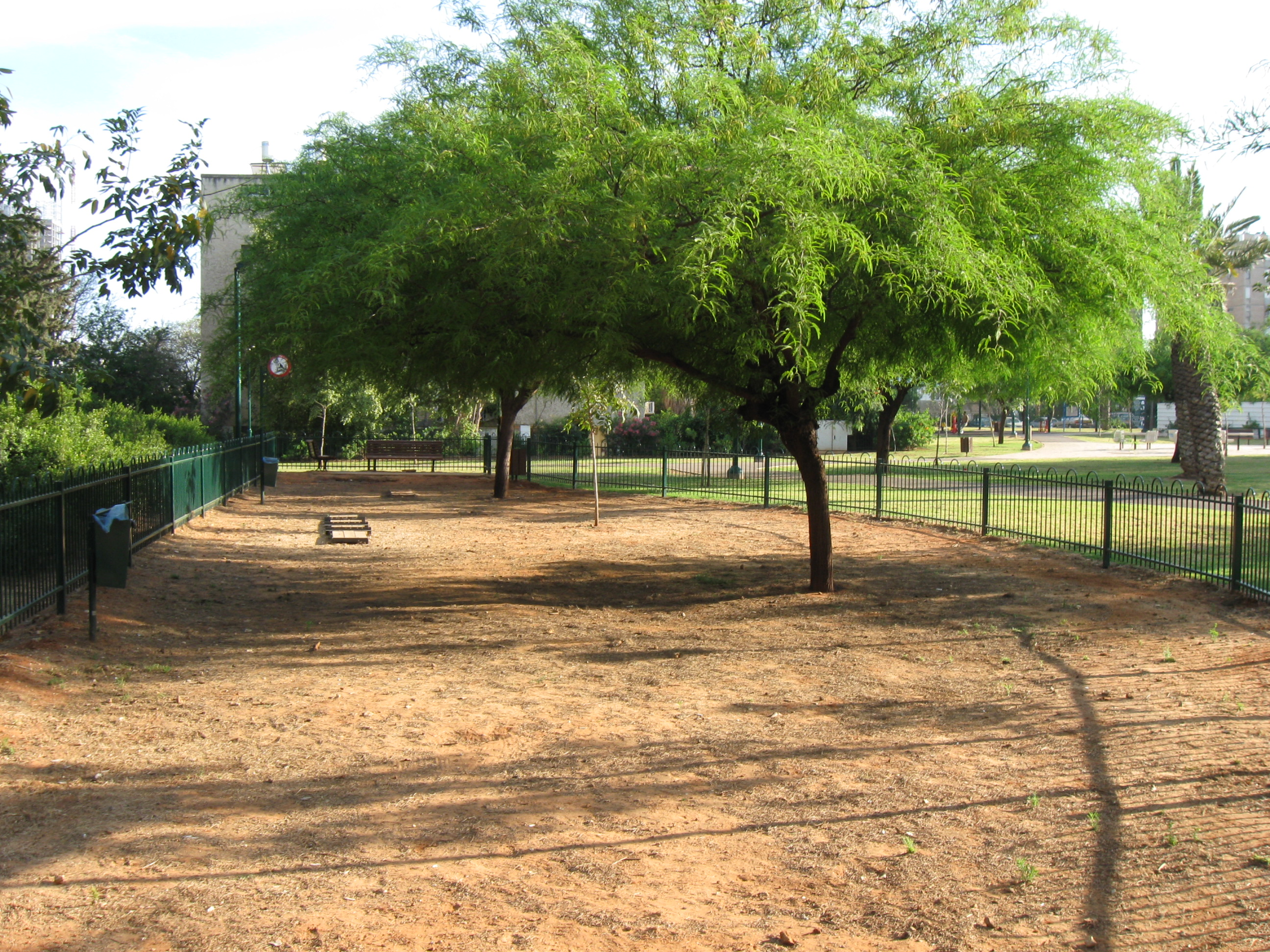
Hřiště pro psy ve čtvrti Neve Šaret

Neve Šaret (hebrejsky: נווה שרת) je čtvrť v severovýchodní části Tel Avivu v Izraeli. Je součástí správního obvodu Rova 2 a samosprávné jednotky Rova Cafon Mizrach.

## Geografie
Leží na severovýchodním okraji Tel Avivu, cca 5,5 kilometru od pobřeží Středozemního moře a cca 1,5 kilometru severně od řeky Jarkon, v nadmořské výšce cca 40 metrů. Na východ od čtvrti leží fragment zemědělské krajiny. Na sever odtud se rozkládá čtvrť Cahala, na západě Ramat ha-Chajal a na jihu leží komerční zóna Kirjat Atidim.

## Popis čtvrti
Plocha čtvrti je vymezena na severu okrajem katastru sousedního města Ramat ha-Šaron, na jihu křižovatkou ulic Dvora ha-Nevi'a a Raoul Wallenberg, na východě ulicí Raoul Wallenberg a na západě ulicí ha-Parsa. Převládá zde vícepodlažní hromadná zástavba. V roce 2007 tu žilo 7303 obyvatel. 